# Revär
För seriefiguren i 91:an, se Furir Revär.

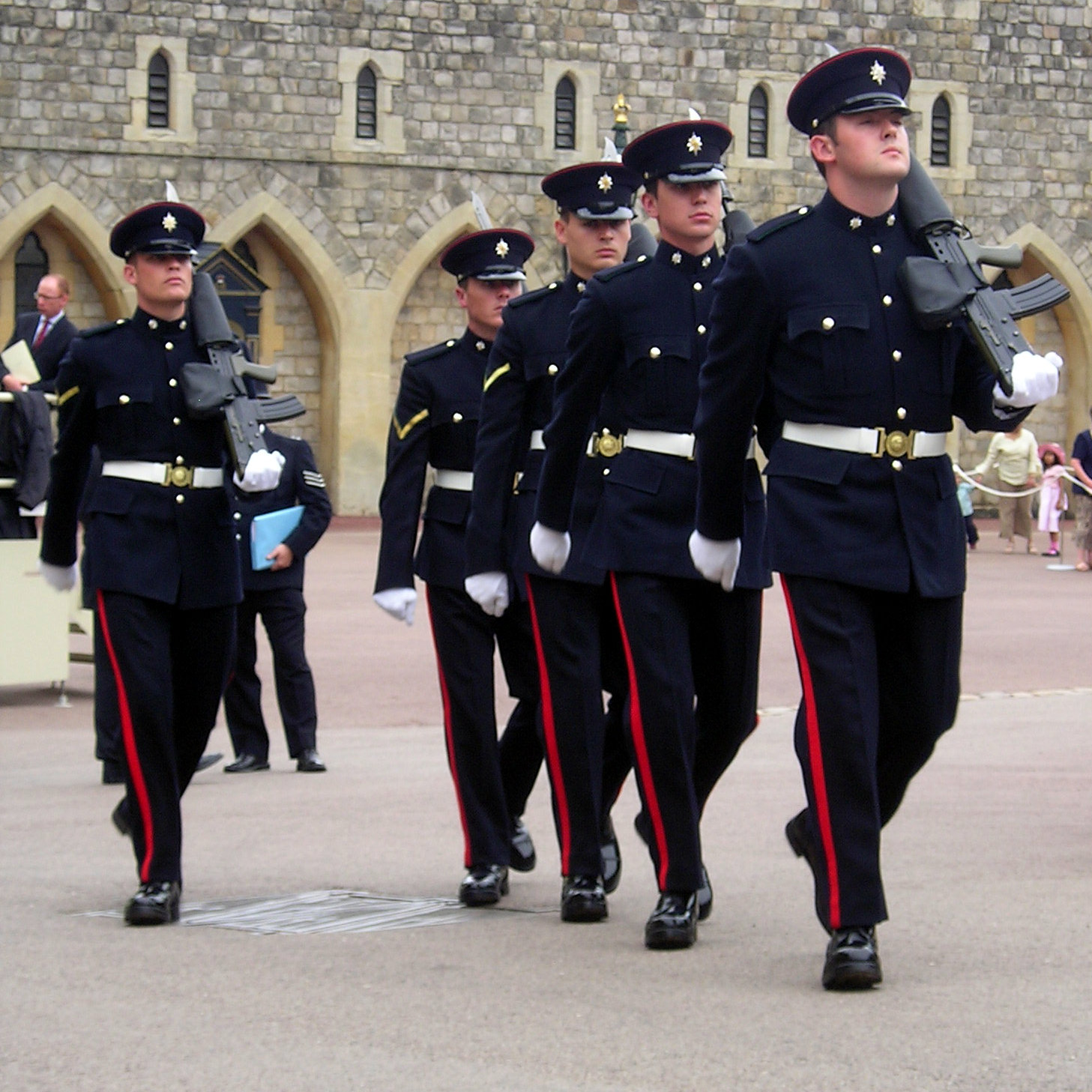
Brittisk militär med röda revärer.

Revär (av franskans revers: baksida, omvänt) är dekorationsband som finns på sidan av byxben främst på uniformer, overaller och militära paradbyxor. Bandet har avvikande färg eller material och kan även användas till frack- och smokingbyxor.
Revärer används ibland även på högskolornas speciella studentoveraller för att särskilja programmen.
Ordet "revär" finns belagt i svenska språket sedan 1889.